# Referendumul constituțional din România, 1864
Referendumul constituțional din 1864 a fost convocat în Principatele Unite ale Moldovei și Țării Românești între 4 - 7 iunie 1864 (stil vechi: 23 mai - 26 mai) pentru aprobarea documentului propus de domnitorul Alexandru Ioan Cuza intitulat „Statutul Dezvoltător al Convenției de la Paris”. Documentul propus a fost aprobat de 99,81% dintre alegători.
În textul documentului, se prevedea crearea unui parlament bicameral format din: „Adunarea Electivă” și „Adunarea Ponderatrice” (numită și „Corpul Ponderator”).

## Context
Convenția de la Paris (19 august 1958) a rămas documentul fundamental după alegerea lui Alexandru Ioan Cuza ca Domnitor al Principatelor Unite (1959). După referendum, Convenția de la Paris a fost înlocuită cu propria lege organcă a lui Cuza, intitulată „Statutul Dezvoltător al Convenției de la Paris”. Senatul României a fost creat în urma referendumului, fiind numit Corpul Ponderator.
Acest referendum din Principatele Unite ale Moldovei și Țării Românești a fost primul din istoria României.

## Rezultate
Practic, prin acest plebiscit s-a introdus în România un sistem parlamentar bicameral. Acesta a funcționat până în 1946, când este aleasă doar Adunarea Deputaților, transformată din 1948 în „Marea Adunare Națională”. România a revenit la bicameralism în 1990.
| Alegere                 | Voturi  | %     |
| ----------------------- | ------- | ----- |
| Pentru                  | 682.621 | 99,81 |
| Împotrivă               | 1.307   | 0.19  |
| Total                   | 683.928 | 100   |
| Sursa: Direct Democracy |         |       |